# 鼓风机

鼓风机示意圖

鼓风机是一種能改變气体流動方向的机械装置，而且氣體進入鼓風機後，氣壓會增大，之後鼓風機再將氣體排出。而排出的氣體氣壓相對於進鼓風機時的氣壓，前者更大。中國古代炼铁時就用到了鼓風機，因為炼铁時需要上千度的高温，人們通過鼓風機将风灌入炼铁炉助长火势，藉以提高炉火的温度。